# Richard Desvallières
Pour les articles homonymes, voir Desvallières.
Richard Desvallières, né le 4 janvier 1893 dans le 2e arrondissement de Paris, où il est mort le 9 mars 1962, est un ferronnier d'art, peintre et sculpteur français.
Après s'être essayé à la peinture, il s'engage dans la ferronnerie dont il fait un art aux côtés des ensembliers Art déco, ainsi que par la sculpture du fer.
Il expose pour la première fois en 1910 et présente au Salon d'automne de 1929 un fer forgé intitulé Entourage de puits.
Croix de guerre, chevalier de la Légion d'honneur (1928), il est médaille d'or de l'exposition de France à Athènes en 1928.

## Biographie
Richard Desvallières appartenait à une famille d'artistes dont la plupart des membres disposaient de maisons dans ou autour du village de Seine-Port, en Seine et Marne: son père était le peintre et académicien George Desvallières (1861-1950) ; sa sœur Sabine Desvallières était peintre cartonnier ; le dramaturge Maurice Desvallières est son oncle ; il descendait de l'écrivain et académicien Ernest Legouvé, lui-même fils du poète et académicien Gabriel Legouvé ; il est le cousin du compositeur Émile Paladilhe. Il était marié à Antoinette Saint-Marc Girardin, petite-fille de l'écrivain et académicien Saint-Marc Girardin.

### Richard Desvallières et l'Art déco
De 1918 à 1935, Richard Desvallières travaille avec l'ensemblier La Compagnie des arts français dirigé par l'architecte Louis Süe et le décorateur André Mare. Il collabore plus ponctuellement avec d'autres architectes et décorateurs tels que Léon Le Bel, Gustave Jaulmes, Jacques-Émile Ruhlmann. C'est ainsi qu'il réalise des balustrades, des rampes d'escalier, des balcons, des luminaires, des lustres, des consoles, des éléments de mobilier qui habillent les nouvelles villas Art déco, telles que les villas Mirande et Renouardt à Saint-Cloud, la parfumerie d'Orsay à Paris, rue de la paix, la villa de Jean Patou à Arcangues, le château de Sept-Saulx, la villa Schlienger à Grasse, la villa Neubauer à Cannes,,.
Fait prisonnier en 1941, évadé et réfugié en zone libre, Richard Desvallières perd aussi bien ses ouvriers forgerons que l'usage de son atelier de Seine-Port, pour toute la durée de la seconde guerre mondiale. Sa rencontre en zone libre avec Jean Bernard, fils du sculpteur Joseph Bernard, et fondateur des Compagnons du Devoir, lui offre la possibilité d'un nouveau développement.
Richard Desvallières publie des articles sur la ferronnerie et des illustrations dans la revue Le compagnonnage. En 1943, il est reçu Compagnon du devoir par les forgerons-mécaniciens sous le nom de Parisien la bonne volonté. Après la guerre, tout en reprenant son atelier de Seine-Port, il reste fidèle au compagnonnage, et c'est ainsi qu'il dessine notamment la porte du siège des Compagnons du Devoir de Strasbourg.
Il meurt en 1962. La revue Le Compagnonnage lui rend hommage dans ces termes : « Ainsi était la vie de Richard Desvallières, qui fut modeste de sa personne et si attentif aux autres [...]. Fait bien étonnant, ce fils de grand bourgeois allait se consacrer à l'un des métiers les plus manuels et les plus rudes [...]. Richard Desvallières aura été un novateur et un traceur de voie. Mais nous croyons qu'il restera seul: il était trop original, trop indépendant, trop isolé et éloigné d'un art facile pour que ses œuvres soient imitées par des suiveurs. Il était le contraire d'un technicien, un pur artiste, c'est-à-dire qu'il ne s'embarrassait d'aucun préjugé dans son travail. Son œuvre est considérable. Elle est jalonnée de très belles pièces ».
Les compagnons du devoir ont donné son nom à l'une des salles de la Maison de l'outil et de la pensée ouvrière (MOPO) installée dans l'hôtel de Mauroy (XVIe siècle) à Troyes. Ils ont aussi réalisé au MOPO une exposition rétrospective de son œuvre en 2016-2017.

### Art déco et Arts sacrés
L'église Sainte-Agnès de Maisons-Alfort, édifiée en 1933 en pleine effervescence de l'art déco, offre un exemple notable de la richesse de style de Richard Desvallières et de sa sculpture du fer, en harmonie avec les œuvres de Marc Brillaud de Laujardière et Raymond Puthomme (architecture), de Max Ingrand (vitraux), de Paule Ingrand (fresques), Gabriel Rispal (sculptures, pierre et bronze), Jean Serrière (émaux et dinanderie), Raymond Subes (grille).

## Œuvres dans les collections publiques
- Église Sainte-Agnès de Maisons-Alfort : portail d'entrée en chêne sculpté et panneaux en cuivre repoussé, coffre du grand orgue, table de communion, grille et couvercle du baptistère, grille de chapelle latérale, grande croix du clocher[14].
- Musée d'Art moderne de Paris : balustrade, sculpture (laboureur).
- Musée d'art religieux de Fourvière, Lyon : calice.
- Mont-Valérien : grille au motif de barbelés.
- Musée Maurice-Denis, Saint-Germain-en-Laye: les instruments de la passion.
- Maison de l'outil et de la pensée ouvrière, Troyes : lustre monumental.
- Acy : jubé de l'église d'Acy le haut (descente de la croix), monument de la bretonne.
- Paris XIVe : table de communion et chandeliers de la chapelle Saint-Yves.